# Biathlon-Junioreneuropameisterschaften
Die Biathlon-Junioreneuropameisterschaften (offiziell: IBU Junior Open European Championships) werden seit 2016 jährlich als eigene Veranstaltung von der Internationalen Biathlon-Union (IBU) ausgetragen. Bis dahin fanden die Junioreneuropameisterschaften im Rahmen der Biathlon-Europameisterschaften statt. Mit der Einführung des IBU-Junior-Cups zur Saison 2015/2016 erfolgte auch hier die räumliche Trennung.
Im Herbst 2024 beschloss die IBU im Zuge einer Neuaufstellung ihrer Rennserien, die Junioreneuropameisterschaften ab der Saison 2026/27 abzuschaffen. Die Veranstaltung 2026 in Imatra wird die letzte sein.
| Jahr | Austragungsort       |
| ---- | -------------------- |
| 2016 | Pokljuka             |
| 2017 | Nové Město na Moravě |
| 2018 | Pokljuka             |
| 2019 | Sjusjøen             |
| 2020 | Hochfilzen 1         |
| 2021 | Madona 2             |
| 2022 | Pokljuka             |
| 2023 | Madona               |
| 2024 | Jakuszyce            |
| 2025 | Altenberg            |
| 2026 | Imatra               |